# گرترود شورت
گرترود شورت (انگلیسی: Gertrude Short؛ ‏ ۶ آوریل ۱۹۰۲ – ۳۱ ژوئیهٔ ۱۹۶۸) بازیگر اهل ایالات متحده آمریکا بود.

## فیلم‌شناسی
- گروگان (۱۹۱۷)
- سال کبیسه (۱۹۲۴)
- پذیریش مردمی (۱۹۲۳)
- بگیر و تکانشان بده (۱۹۳۱)
- آبشار نیاگارا (۱۹۳۲)
- دختران بی‌بندوبار (۱۹۳۲)